# Ficus formosana
Ficus formosana är en mullbärsväxtart som beskrevs av Carl Maximowicz.
Ficus formosana ingår i släktet fikonsläktet och familjen mullbärsväxter. Inga underarter finns listade i Catalogue of Life.